# Padochov

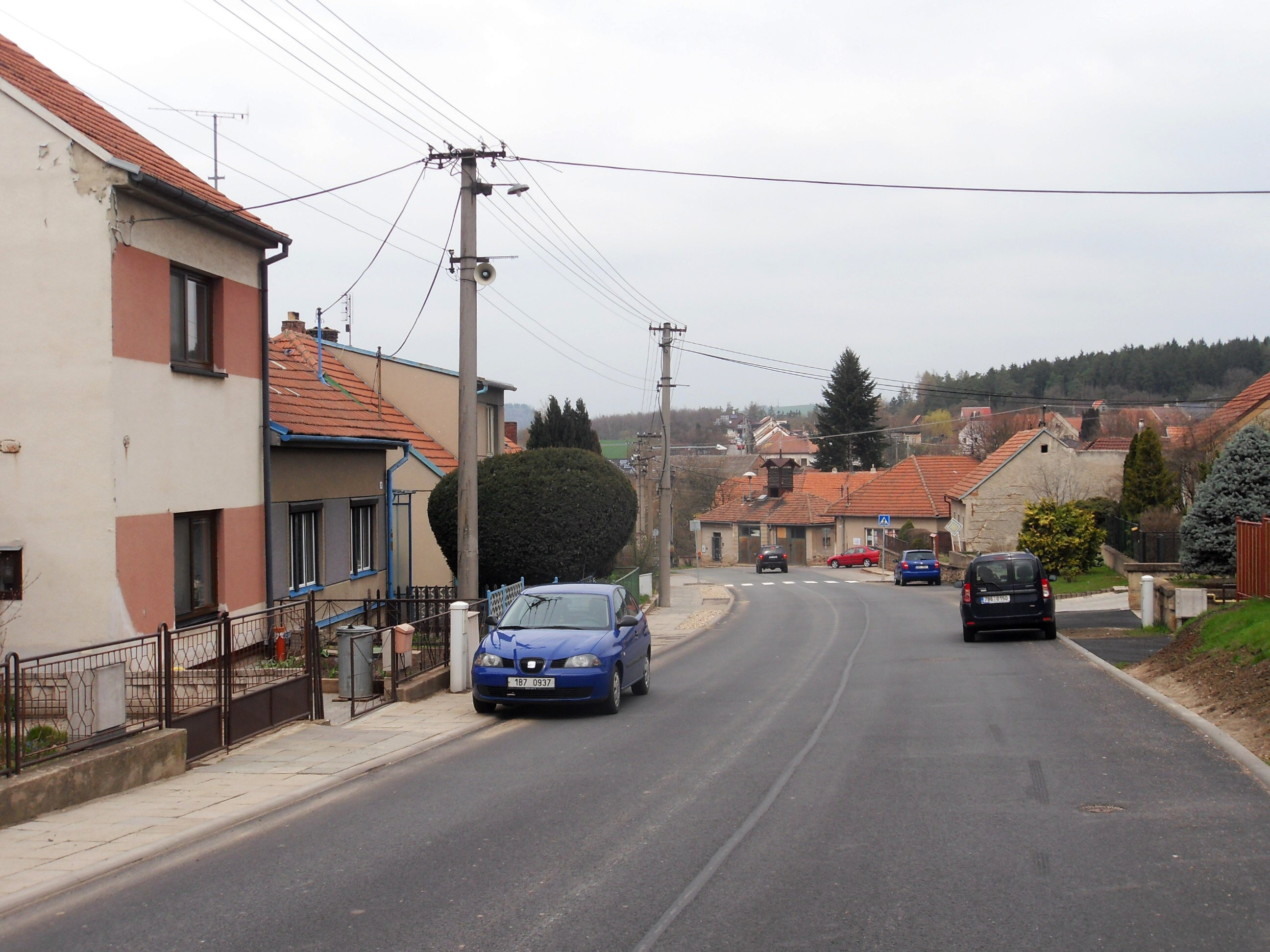
Hauptstraße

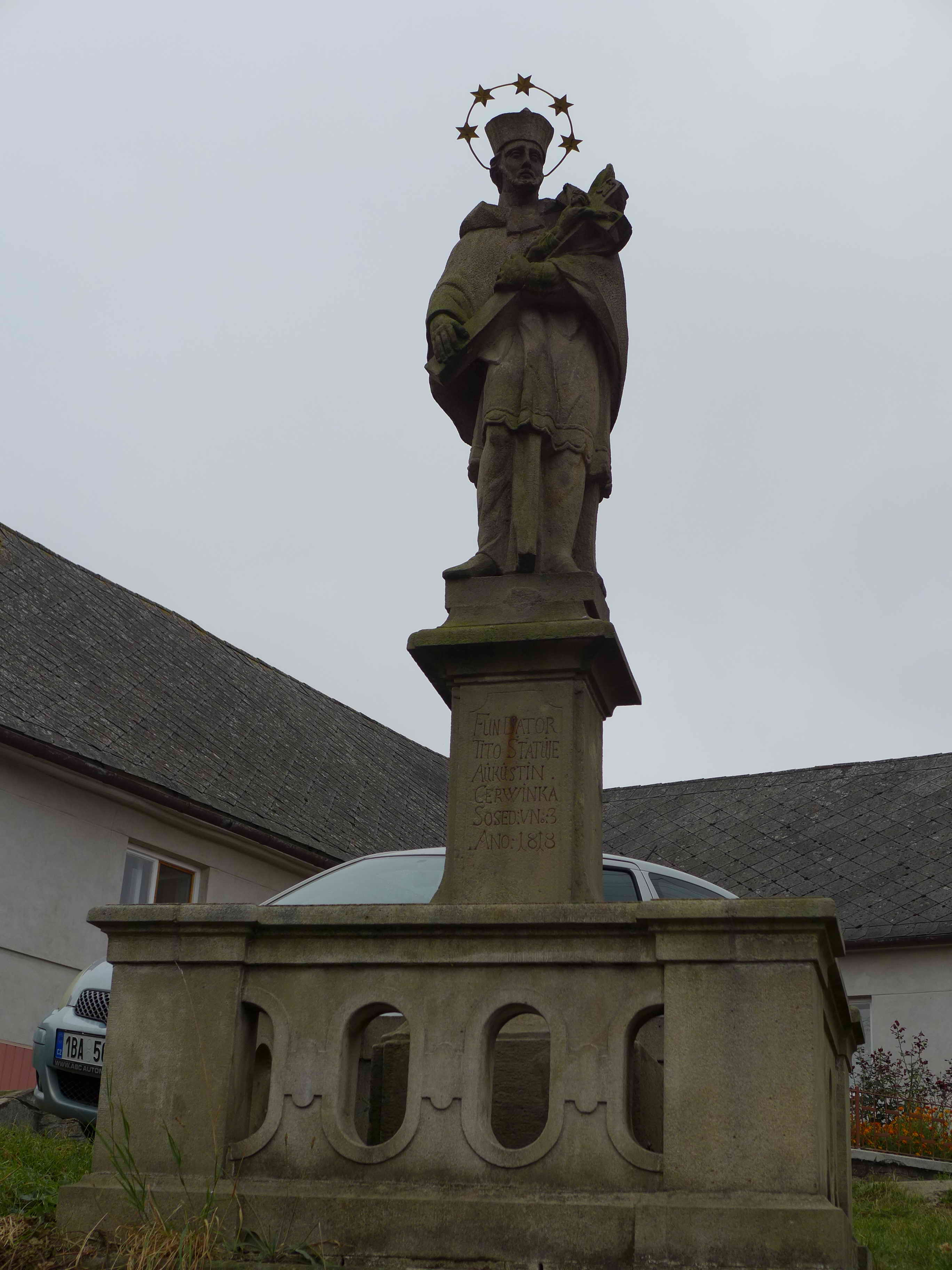
Statue des hl. Johannes von Nepomuk

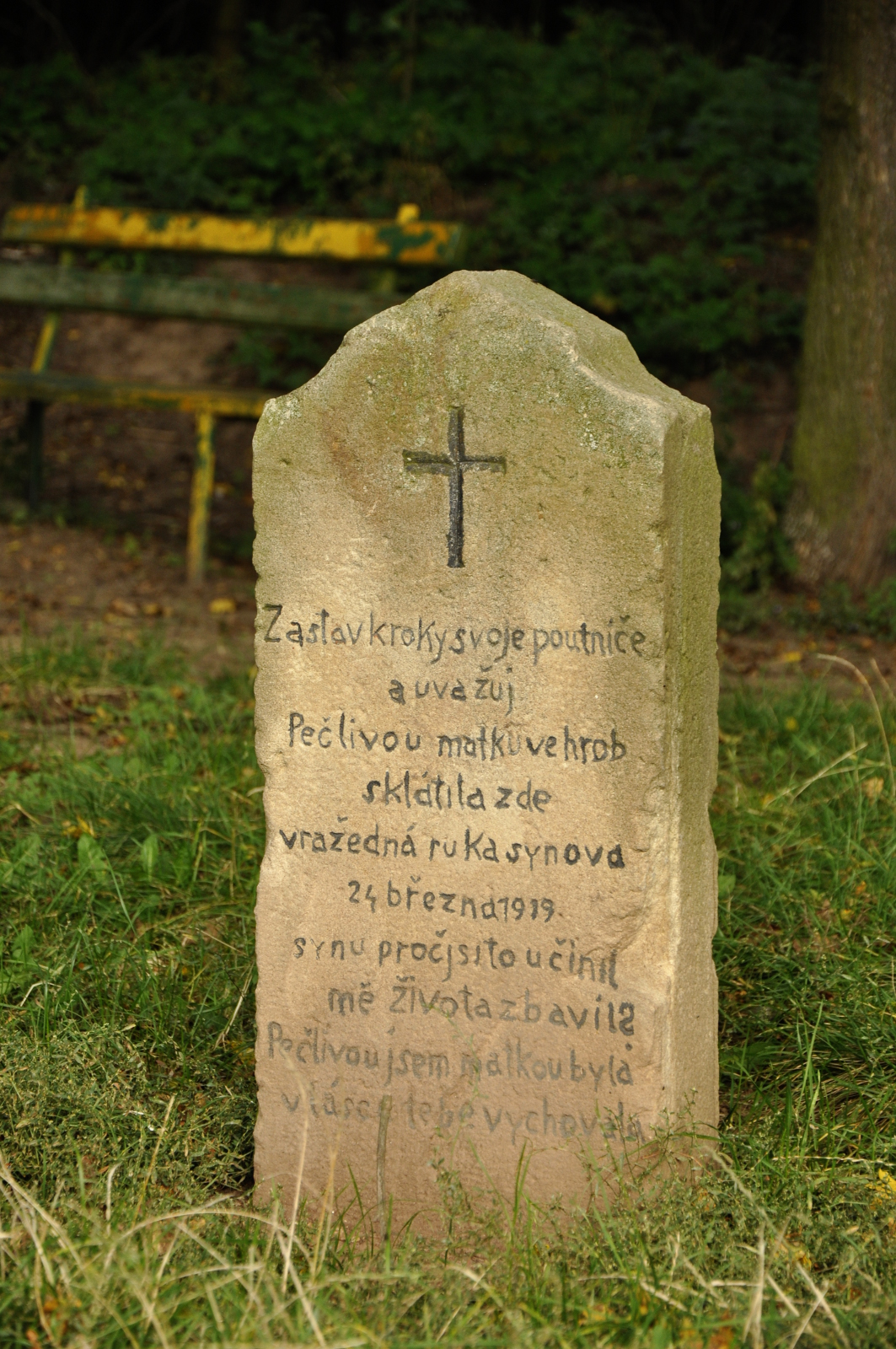
Sühnestein

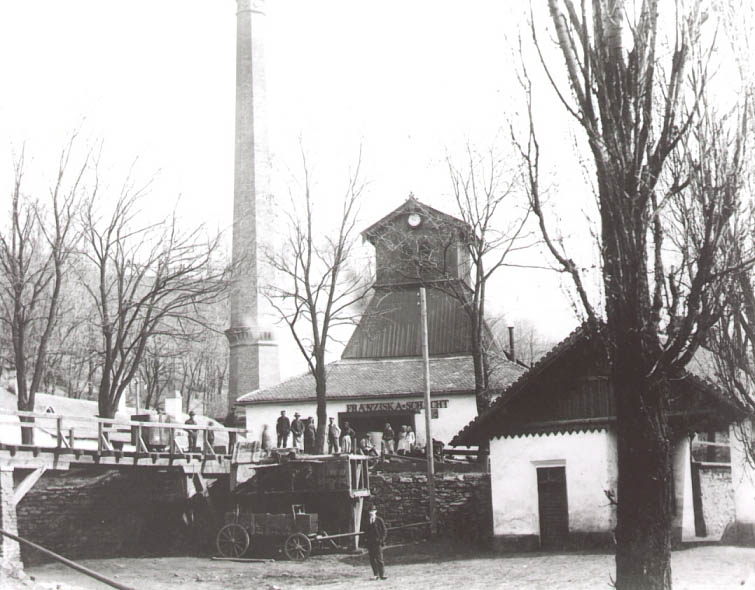
Grube Franziska-Schacht, 1888

Padochov (deutsch Padochau) ist ein Ortsteil der Stadt Oslavany in Tschechien. Er liegt vier Kilometer nördlich von Ivančice und gehört zum Okres Brno-venkov in Südmähren.

## Geographie
Padochov befindet sich in der Boskovická brázda (Boskowitzer Furche) linksseitig über dem Tal des Baches Neslovický potok, der westlich des Dorfes in die Balinka mündet. Östlich erheben sich die Hranice (386 m n.m.) und die Staré hory (377 m n.m.), im Südwesten die Kocoury (331 m n.m.).
Nachbarorte sind U Mašinky, Anenská und Zbýšov im Norden, Kratochvilka im Nordosten, Neslovice und Špidleny im Osten, Hlína im Südosten, Ivančice und Letkovice im Süden, Oslavany im Südwesten, Čučice im Westen sowie Ketkovice, Mašínka und Lukovany im Nordwesten.

## Geschichte
Padochov wurde im 16. Jahrhundert gegründet; die erste urkundliche Erwähnung des Dorfes erfolgte 1548 als Teil der an Wilhelm Kuna von Kunstadt verpfändeten Herrschaft Oslawan. Nachfolgende Besitzer waren ab 1563 Johann Kraiger von Kraigk, dessen Witwe Esther von Weisbroch und ab 1574 deren Erben. Ab 1586 gehörte die Herrschaft Oslawan den Grafen von Althan, 1654 gelangte sie durch Heirat an die Herren von Mollart. Während des Dreißigjährigen Krieges verödete Padochov, nach dem Kriegsende waren nur noch vier Häuser bewohnt. Peter Ernst von Mollart verkaufte Oslawan mit allem Zubehör, darunter Padochau 1712 an die Zisterzienserinnenabtei Maria Saal in Altbrünn. Das älteste Ortssiegel stammt von 1717 und trägt die Umschrift DIEDINA PADOCHOWICE. Im Jahre 1750 bestand das Dorf aus lediglich acht Häusern. 1760 wurde bei Mašínka durch den herrschaftlichen Gutsverwalter Riedl ein Steinkohlenflöz entdeckt. Drei Jahre später wurde eine Salpetergräberei begonnen. Nach der Aufhebung der Abtei Maria Saal im Zuge der Josephinischen Reformen fielen die Oslawaner Güter 1782 dem Religionsfonds zu, der sie 1789 erblich an Johann Nepomuk von Scharff verpachtete. 1783 begann in der Herrschaft Oslawan der Abbau von Steinkohle, zugleich war das auch der Beginn des Steinkohlenbergbaus in Mähren. Die k.k. Staatsgüteradministration belehnte am 17. März 1785 die Gewerkschaft des Oslawaner Steinkohlen-, Alaun- und Vitriolwerkes mit den Bergbaurechten. Im Jahre 1800 wurde die Herrschaft unter der Bedingung des immerwährenden ungestörten Besitzes des Bergwerkes durch die Gewerkschaft an Scharff verkauft. Im gleichen Jahr erwarb Johann Baptist Müller die Bergbaurechte.
Im Jahre 1835 bestand das im Brünner Kreis auf einer Anhöhe an der Straße nach Brünn gelegene Dorf Padochau bzw. Padochow aus 23 Häusern, in denen 134 Personen lebten. Westlich, unterhalb des Dorfes, am Werkhof (Havírna) lagen das Müllersche Steinkohlenwerk mit einem Wohngebäude und einer Mühle sowie ein herrschaftliches Schankhaus. Das den Brüdern Johann Baptist und Anton Müller gehörende Steinkohlenbergwerk Padochau baute auf drei Flözen und war die ergiebigste der sieben Gruben des Rossitz-Oslawaner Reviers, von denen vier auf Oslawaner und die übrigen auf Rossitzer Herrschaftsgebiet lagen. Der sich bis Eibenschitz ziehende Hügel war mit Zwetschken- und Kirschbäumen besetzt, die in günstigen Jahren eine einträgliche Einnahmequelle der Einwohner waren. Pfarrort war Oslawan. 1848 gründeten die Gebrüder Klein, der Brünner Unternehmer Ferdinand Löhner sowie Adolf und Franziska Petrziczek zum Abbau der Kohle auf Gemeindegrund die Gewerkschaft Franciska Zeche; dies führte zu Streitigkeiten mit den Müllerschen Steinkohlenwerken, die das Abbaurecht auf herrschaftlichem Grund besaßen. Bis zur Mitte des 19. Jahrhunderts blieb Padochau der Allodialherrschaft Oslawan untertänig.
Nach der Aufhebung der Patrimonialherrschaften bildete Padochov / Padochau ab 1849 einen Ortsteil der Marktgemeinde Oslavany / Oslawan im Gerichtsbezirk Eibenschitz. 1854 wurde westlich von Padochov gegenüber dem Werkhof mit dem Franziska-Schacht (Důl Františka) ein weiteres Bergwerk abgeteuft, die Bewetterung erfolgte über die Müllerschen Schächte. Nachdem 1857 bei einer Methanexplosion im Franziska-Schacht vier Bergleute zu Tode gekommen waren, wurde auf Anordnung der Berghauptmannschaft zwischen 1858 und 1860 der Bohrloch-Schacht als Fahr- und Wetterschacht der Grube abgeteuft. Am 7. Juni 1860 ereignete sich auf dem Franziska-Schacht eine verheerende Schlagwetterexplosion mit 53 Toten, bei der fast die gesamte Schicht ums Leben kam. Infolgedessen wurde im unteren Teil des Grubenfeldes im August 1861 die Neue Grube (später „Grube Kukla“) aufgenommen. Ab 1869 gehörte das Dorf zum Bezirk Brünn; zu dieser Zeit hatte Padochov 503 Einwohner und bestand aus 38 Häusern. Im Jahre 1879 löste sich Padochov von Oslavany los und bildete eine eigene Gemeinde. Zum Ende des 19. Jahrhunderts wurde alternativ auch Padouchov als Gemeindename verwendet. 1898 erfolgte der Bau der Straße nach Eibenschitz. Im Jahre 1900 lebten in Padochov 640 Personen; 1910 waren es 675. 1904 wurde die Freiwillige Feuerwehr gegründet; das Spritzenhaus wurde 1910 feierlich eingeweiht. 1920 wurde die Gemeinde dem neu geschaffenen Okres Brno-venkov zugeordnet. Beim Zensus von 1921 lebten in den 130 Häusern des Dorfes 955 Personen, darunter 947 Tschechen. Im Jahre 1930 hatte Padochov wiederum 955 Einwohner und bestand aus 159 Häusern. Nach der deutschen Besetzung gehörte die Gemeinde Padochov / Padochau von 1939 bis 1945 zum Protektorat Böhmen und Mähren. Im Jahre 1948 wurde Padochov in den Okres Rosice umgegliedert. 1950 lebten in Padochov 823 Personen. Im Zuge der Gebietsreform und der Aufhebung des Okres Rosice kam das Dorf am 1. Juli 1960 zum Okres Brno-venkov zurück. Der Kohleabbau auf der Grube Františka wurde 1969 eingestellt, die Grubenbau wurden aber weiterhin als Hilfsbaue zur Bewetterung der Grube Kukla fahrbar gehalten. Am 26. Juni 1980 erfolgte die Eingemeindung von Padochov nach Oslavany. Die Grube Františka wurde 1991 stillgelegt und anschließend verwahrt. In den Tagegebäuden siedelten sich Gewerbe und eine Brauerei an. Beim Zensus von 2001 lebten in den 215 Häusern von Padochov 553 Personen.

## Ortsgliederung
Der Ortsteil Padochov bildet einen Katastralbezirk.

## Sehenswürdigkeiten
- Glockenturm auf dem Dorfplatz
- Statue des hl. Johannes von Nepomuk, aufgestellt 1818, sie war ein Geschenk von Antonín Červinka
- Barockes Steinkreuz aus dem Jahre 1804
- Sühnestein von 1919, im Wald nördlich des Dorfes, er erinnert an die Ermordung einer Frau durch ihren Sohn
- Naturdenkmal Rybičková skála, nordöstlich des Dorfes am Neslovický potok

## Söhne und Töchter des Ortes
- Karl Leuthner (1869–1944), österreichischer Politiker